# Liste der Monuments historiques in Opio
Die Liste der Monuments historiques in Opio führt die Monuments historiques in der französischen Gemeinde Opio auf.

## Liste der Objekte
| Bezeichnung                             | Beschreibung             | Standort | Kennzeichnung | Schutzstatus | Datum | Bild |
| --------------------------------------- | ------------------------ | -------- | ------------- | ------------ | ----- | ---- |
| Gallo-römische Grabplatte mit Inschrift | Kalkstein; in der Mairie | (Lage)   | PM06000756    | Classé       | 1910  |      |